# エースワン
株式会社エースワン (ACE ONE) は、高知県高知市薊野南町に本社を置き、「エースワン」「エーマックス」の名称でスーパーマーケットを運営する企業である。

## 概要
比較的、早期にスーパーマーケット事業が発展した高知県下では、後発の部類に属する。
1976年（昭和51年）に高知市神田（こうだ）で開業。その後、開業からわずか4ヶ月弱で台風17号で店舗が水没して被害を受けるというアクシデントに見舞われるが、その後「ラッキーセブン」の名前で高知市中心で経営を拡大する。
1987年（昭和62年）ころから「エースワン」のブランドで店舗展開を進める。
2000年（平成12年）には、県外初進出として香川県坂出市に出店し（現在は廃業）、さらに2年後に同県高松市の「サンポート高松」にも出店した（現在は高松オルネで営業中）。
2001年（平成13年）には、「エースワン」に社名変更。これに合わせて店舗も「ラッキーセブン」から「ACE ONE」（エースワン）「A★MAX」（エーマックス）に模様替えした。2020年7月9日現在は、全16店舗が「ACE ONE」（12店舗）、「A★MAX」（4店舗）になっている（#店舗・関連店舗）。
本店は、「エーマックス(A★MAX)一宮店」（高知市薊野南町28番12号）に併設されている。
また特徴として、高知県下で唯一の24時間営業のスーパーマーケット（エースワン御座店、所在地：高知市南御座11番13号）を有している。

## 沿革
- 1976年（昭和51年）
  - 5月22日 高知市神田で6坪の「ミニスーパー」を開業。なお、現在は残存していない。
  - 9月12日 台風17号で水没し、店舗が泥土に沈没してしまうが、同月末に営業を再開する。
- 1978年（昭和53年）6月8日 コンビニエンスストアマイショップチェーンに加盟。神田店開店。
- 1979年（昭和54年）11月27日 有限会社一パーセントクンの店を設立。
- 1980年（昭和55年）7月7日 マイショップチェーンから独立、ラッキーセブンの屋号を定める。
- 1981年（昭和56年）5月1日 ラッキーセブン十津店開店。
- 1982年（昭和57年）3月5日 本店を高知市中秦泉寺132番地に移転し、ラッキーセブン秦泉寺店を開店。
- 1985年（昭和60年）5月4日 一宮店が開店（現在は、薊野南町に移転し閉店）。
- 1987年（昭和62年）
  - 4月2日 現在の本社の住所から至近距離の場所にある「ラッキーセブン御座店」が開店。
  - 10月 改組し、株式会社一パーセントクンの店（いちパーセントクンのみせ）に商号変更。
- 1989年（平成元年）6月28日 エースワン高知店が開店（現在のエースワン高知駅前店、所在地：高知市北本町一丁目）。
- 1990年（平成2年）5月8日 ラッキーセブン十津店が移転オープン（高知市仁井田（現在の高知市十津一丁目））。
- 1994年（平成6年）4月 本店を高知市南御座9番地8に移転する。
- 2000年（平成12年）
  - 6月8日 香南市赤岡町に、A★MAX赤岡店をオープン。
  - 11月17日 香川県坂出市に、エースワンCOM坂出店をオープン。高知県外初進出となる。
- 2002年（平成14年）5月9日 香川県高松市浜ノ町にエースワンサンポート高松店オープン。
- 2004年（平成16年）8月26日 ラッキーセブン秦泉寺店がエースワン秦泉寺店としてリニューアル。
- 2005年（平成17年）
  - 4月1日 商号を株式会社エースワンに変更。
  - 12月8日 A★MAX一宮店（高知市薊野南町、現在：本社併設）をオープン。
- 2006年（平成18年）
  - 5月10日 香川県丸亀市新町に、エースワンJR丸亀店オープン。
  - 10月7日 愛媛県南宇和郡愛南町御荘平城にA★MAX愛南店オープン。
  - 12月16日 自主廃業した高知スーパーマーケットの横浜店を引き継ぎ、高知市横浜新町四丁目に「A★MAX横浜店」として開業。
- 2007年（平成19年）2月 決算期を3月31日から2月20日に変更する。
- 2008年（平成20年）4月4日 高知市神田にエースワン神田店オープン。
- 2009年（平成21年）10月10日 愛媛県宇和島市寄松にエースワン宇和島店オープン。
- 2010年（平成22年）
  - 10月31日 エースワン高知店の名称をエースワン高知駅前店と改め移転新装オープン。
  - 11月13日 エースワン十津店リニューアルオープン。
- 2012年（平成24年）
  - 4月11日 A★MAX赤岡店がリニューアルオープン。
  - 8月5日 A★MAX一宮店が全面改築新装オープン。
  - 9月1日 本店を現在地に移転。
  - 12月7日 A★MAX愛南店がリニューアルオープン。
- 2013年（平成25年）
  - 4月24日 A★MAX赤岡店が売場拡大リニューアルオープン。
  - 11月24日 エースワンCOM坂出店を閉店。
- 2014年（平成26年）11月21日 A★MAX赤岡店がリニューアルオープン。
- 2015年（平成27年）
  - 2月18日 高知市横内にエースワン横内店をオープン。
  - 6月6日 高知市朝倉にエースワン朝倉店をオープン。
  - 10月4日 高知市南御座11番13号にエースワン御座店（2020年8月1日現在、高知県下で唯一の24時間営業のスーパーマーケット）がリニューアルオープン。
- 2016年（平成28年）12月5日 エースワン秦泉寺店（高知市中秦泉寺80番地1）が移転新装オープン。
- 2017年（平成29年）12月1日 廃業したセラヴィ桟橋店の跡地にエースワン潮江店（高知市仲田町）をオープン。
- 2018年（平成30年）11月15日 愛媛県八幡浜市松柏丙ショッパーズ八幡浜駅前店跡地にエースワン八幡浜店をオープン。
- 2019年（平成31年）4月14日 エースワンサンポート高松店が土地所有者の四国旅客鉄道（JR四国）との賃貸借契約満了のため閉店。
- 2020年（令和2年）7月9日 愛媛県宇和島市伊吹町にエースワン北宇和島店をオープン。隣接するDCMダイキ宇和島北店（ホームセンター）の敷地内で駐車場共有(150台)。
- 2022年（令和4年）10月26日 エーマックス横浜を皮切りに楽天ポイントに順次移行。
- 2023年（令和5年）5月10日 ゆめマート木太店跡にエースワン高松木太店をオープン。高松市には4年ぶりの再進出でなおかつそれまで駅ナカ店舗のみだった香川県では初の路面店である。
- 2024年（令和6年）3月22日 新しく建設された高松オルネの駐車場棟にエースワンJR高松オルネ店をオープン。同地で営業するのは2019年の閉店以来5年ぶり。

## 店舗・関連店舗
2024年1月9日現在
- ACE ONE(食品スーパー業態)：14店舗
  - 高知県高知市：9店舗
  - 愛媛県宇和島市：2店舗
  - 八幡浜市：1店舗
  - 香川県高松市：2店舗
  - 丸亀市：1店舗
- A★MAX(スーパーセンター業態)：4店舗
  - 高知県高知市：2店舗
  - 香南市：1店舗
  - 愛媛県南宇和郡愛南町：1店舗